# Rovelló: Un Nadal sense Noel
Rovelló: Un Nadal sense Noel és una pel·lícula catalana infantil i d'animació dirigida per Antoni D'Ocon. És una producció de D'Ocon Films i Televisió de Catalunya basada en la sèrie d'animació Rovelló. Es va estrenar als cinemes el 15 de desembre del 2007 i guanyà el Gaudí a la millor pel·lícula d'animació.

## Argument
S'acosta Nadal i tothom espera impacient els regals del Pare Noel. Enguany, però, algú li ha ventat un cop i l'ha deixat amnèsic. Així doncs, en Rovelló haurà de fer que el Pare Noel recuperi la memòria i pugui acabar la seva feina.